# Sidenmossor
Sidenmossor (Plagiothecium) är ett släkte av bladmossor som beskrevs av Bruch och Wilhelm Philipp Schimper. Enligt Catalogue of Life ingår Sidenmossor i familjen Plagiotheciaceae, men enligt Dyntaxa är tillhörigheten istället familjen Plagiotheciaceae.

## Bildgalleri

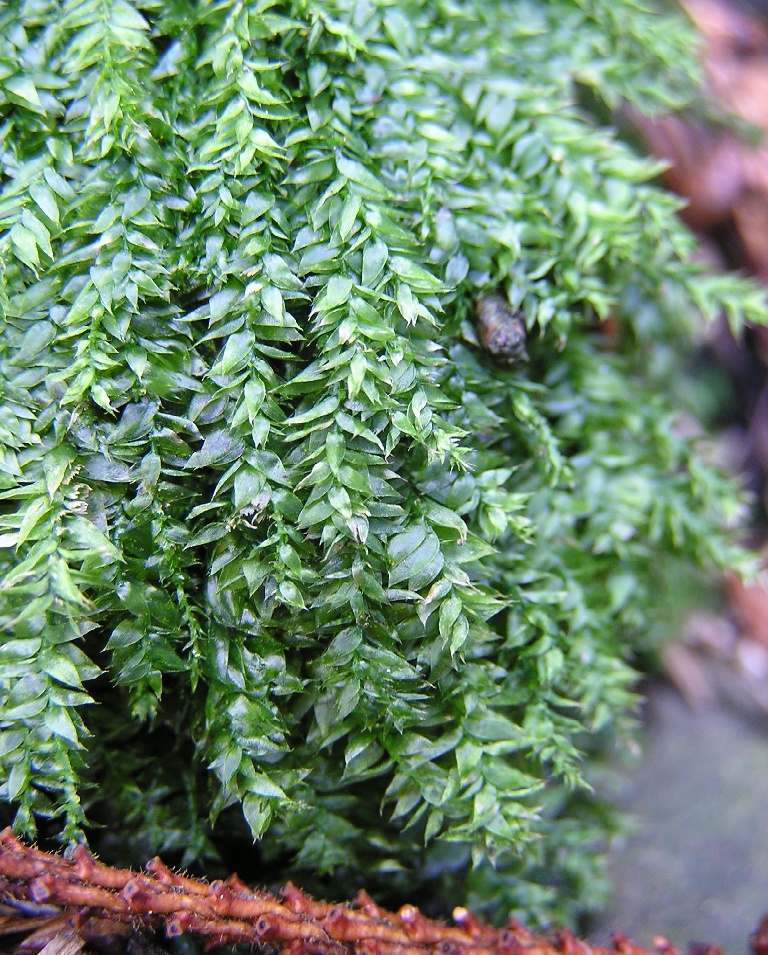

## Dottertaxa till Sidenmossor, i alfabetisk ordning[1][2]
- Plagiothecium berggrenianum
- Plagiothecium bicolor
- Plagiothecium cavifolium
- Plagiothecium ceylonense
- Plagiothecium cochleatum
- Plagiothecium cordifolium
- Plagiothecium corticola
- Plagiothecium curvifolium
- Plagiothecium dehradunense
- Plagiothecium denticulatum
- Plagiothecium drepanophyllum
- Plagiothecium entodontella
- Plagiothecium euryphyllum
- Plagiothecium falklandicum
- Plagiothecium formosicum
- Plagiothecium georgicoantarcticum
- Plagiothecium glossophylloides
- Plagiothecium handelii
- Plagiothecium herzogii
- Plagiothecium laetum
- Plagiothecium lamprostachys
- Plagiothecium lancifolium
- Plagiothecium latebricola
- Plagiothecium lonchochaete
- Plagiothecium lucidum
- Plagiothecium mauiense
- Plagiothecium membranosulum
- Plagiothecium mildbraedii
- Plagiothecium monbuttoviae
- Plagiothecium neckeroideum
- Plagiothecium nemorale
- Plagiothecium nitens
- Plagiothecium nitidifolium
- Plagiothecium noricum
- Plagiothecium novogranatense
- Plagiothecium obtusissimum
- Plagiothecium orthocarpum
- Plagiothecium ovalifolium
- Plagiothecium paleaceum
- Plagiothecium perminutum
- Plagiothecium piliferum
- Plagiothecium platyphyllum
- Plagiothecium rhynchostegioides
- Plagiothecium shinii
- Plagiothecium subglaucum
- Plagiothecium subulatum
- Plagiothecium succulentum
- Plagiothecium svalbardense
- Plagiothecium svihlae
- Plagiothecium tjuzenii
- Plagiothecium undulatum
- Plagiothecium vesiculariopsis